# Zakręt (powiat otwocki)
Zakręt – wieś w Polsce położona w województwie mazowieckim, w powiecie otwockim, w gminie Wiązowna. 
Wieś jest sołectwem w gminie Wiązowna.
Wieś jest siedzibą rzymskokatolickiej parafii św. Pawła Apostoła.
W latach 1975–1998 miejscowość należała administracyjnie do województwa warszawskiego. 
Przez tereny miejscowości przebiegają: droga ekspresowa  (E372 ; do połowy lat 80. jako E-81) Warszawa–Lublin i autostrada  (E30 ; do połowy lat 80. jako E-8) Warszawa–Terespol oraz Południowa Obwodnica Warszawy E30 , które łączą się w węźle drogowym Lubelska na północno-zachodnim skraju wsi.
We wsi znajduje się zakład produkcyjny spółki NTT System.
Urodził się tu Jerzy Stefan Stawiński – polski prozaik, scenarzysta i reżyser filmów fabularnych, autor słuchowisk radiowych. Współtwórca największych sukcesów polskiej szkoły filmowej.